# Saint-Étienne-Roilaye
Saint-Étienne-Roilaye är en kommun i departementet Oise i regionen Hauts-de-France i norra Frankrike. Kommunen ligger i kantonen Attichy som tillhör arrondissementet Compiègne. År 2022 hade Saint-Étienne-Roilaye 292 invånare.

## Befolkningsutveckling
Antalet invånare i kommunen Saint-Étienne-Roilaye
| Referens: INSEE |